# マイクロプレートリーダー
マイクロプレートリーダー（Microplate Reader）は、物理学・化学・生物学の実験や検査などで広く用いられる測定用機器で、マイクロプレートに入れた多数のサンプル（主として液体）の光学的性質を測定するものである。単にプレートリーダー（Plate reader）ともいう。マイクロプレートの型式（6穴から1536穴まである）に合わせたものがあり、ウェル（穴）ごとにそのまま測定できるようにしてある。
測定モードとしては最も一般的な吸光のほか、蛍光、化学発光、さらに蛍光偏光などがあり、モードが切り替えられる装置もある。分光光度計のキュベットに代わってマイクロプレートを用いるようにした機器といえる。初期には一般の分光光度計と同じく光学フィルターを用いて一定波長のみ測定できたが、現在はモノクロメーターを用いて任意の波長で測定できるようになっている。また現在では測定温度を一定に保ち、連続的に時間変化を測定できるものも多い。専用ソフトウェアによりプログラムに従って測定・データ処理できるようになったものが一般的である。
使用目的を挙げれば次のようなものがある。
- 色素、蛍光物質などの定量
- タンパク質、核酸などの定量（吸光）
- ATPの定量（化学発光）
- ELISA（吸光による発色の測定）
- 細胞の増殖・生存率（吸光あるいは蛍光）
- ブラウン運動の程度（蛍光偏光）
- タンパク質等の分子間相互作用（蛍光または蛍光偏光）
- 酵素活性（発色基質など）
- 医薬品などのハイスループットスクリーニング（上記各方法を応用）

光学的測定方法はハイスループット性が高く、特に近年ではかつて放射標識を用いて行っていた試験に代わり、発色や蛍光を用いて測定する方法が発展した（例えば放射免疫測定からELISAへ）。このため様々な実験・検査に必要不可欠なものとなっている。